# ヴィクトリア (グレナダ)
ヴィクトリア（Victoria）はグレナダの町。グレナダ島西部のカリブ海に面した漁村で、セント・マーク教区の行政中心地である。人口は2,331人（2013年推計）。同教区では唯一の都市であり、半数以上がこの町に住んでいる。
行政教区の語源ともなった聖マルコにちなんだ祝祭日があり、4月中旬のイースターの数週間後に実施されている。祝祭では教区中の食べ物、文化、音楽、娯楽が紹介される。また2004年9月のハリケーン・アイバンによってナツメグ業界が被害を受けその影響で失職した住人が増えたことから、2007年より毎月最終土曜日に「サンセットシティ・フードフェスト（Sunset City Food Fest）」が実施されている。フードフェストでは地元の食材を使用した伝統料理が振る舞われ、町のコミュニティ全体で質の高い料理・時間を共有することで生活を改善することを目標としている。